# Steven Cook
Steven Cook (Winnetka, 17 settembre 1994) è un ex cestista statunitense.